# Minamiashigara
Minamiashigara (Japans: 南足柄市, Minamiashigara-shi) is een stad in de prefectuur Kanagawa op het eiland Honshu in Japan. Begin 2010 had de stad ruim 44.000 inwoners. De bevolkingsdichtheid bedroeg 574 inw./km².  De oppervlakte van de stad is 76,93 km². 

## Geschiedenis
- Op 1 april 1889 werd het dorp Minamiashigara (南足柄村, Minamiashigara-mura) gesticht.
- Op 1 april 1940 werd het dorp Minamiashigara een gemeente (南足柄町, Minamiashigara-machi).
- Op 1 april 1955 werd de gemeente uitgebreid met enkele dorpen.
- Minamiashigara werd op 1 april 1972 een stad (shi).

## Verkeer
Minamiashigara ligt aan de Daiyuzan-lijn van de IzuHakone Railway (Izu Hakone Tetsudō).
Minamiashigara ligt aan de prefecturale wegen 74 en 78.

## Stedenband
Minamiashigara heeft een stedenband met 
- Tilburg (Nederland), sinds 4 juni 1989

## Geboren in Minamiashigara
- Rina Uchiyama (内山理名, Uchiyama Rina), actrice
- Kintarō (金太郎), een volksheld uit de Japanse folklore

## Aangrenzende steden en gemeenten
- Kanagawa
  - Odawara
  - Kaisei
  - Yamakita
  - Hakone
- Shizuoka
  - Oyama